# Knight and Day
Knight and Day là một bộ phim điện ảnh hành động hài Mỹ năm 2010, có sự tham gia của Tom Cruise và Cameron Diaz. Phim do James Mangold đạo diễn và đánh dấu lần hợp tác thứ hai giữa Cruise và Diaz kể từ phim Vanilla Sky (2001). Trong phim Diaz thủ vai June Havens, một người sửa chữa xe cổ vô tình gặp được đặc vụ bí mật lập dị Roy Miller, người đang chạy trốn khỏi CIA. Knight and Day được phát hành tại Hoa Kỳ vào ngày 24 tháng 6 năm 2010 và nhận đánh giá trái chiều từ giới phê bình.

## Nội dung
June Havens và Roy Miller va chạm nhau hai lần ở sân bay, rồi sau đó June được bảo rằng cô bị xếp vào chuyến bay sau. Đặc vụ CIA John Fitzgerald tin rằng June đang hợp tác với Roy nên cho cô lên máy bay. June được đi chung chuyến bay với Roy, khi cô vào nhà vệ sinh để trang điểm lại thì ở ngoài Roy đã giết những người khác kể cả hai phi công, đều là đặc vụ của Fitzgerald cử đến. June trở ra và tặng cho Roy một nụ hôn, sau đó Roy cho máy bay đáp xuống một cánh đồng ngô. Roy cảnh báo June về các đặc vụ sẽ truy tìm cô và cô sẽ không an toàn khi ở bên họ.
Tỉnh lại ở trong nhà mình, June dành ra cả ngày đi thử áo để chuẩn bị dự đám cưới của em gái cô. Một nhóm đặc vụ do Fitzgerald dẫn đầu đã đến tìm June. Roy xuất hiện và có cuộc đấu súng trên đường cao tốc, giết chết vài đặc vụ và giải thoát cho June. June bỏ chạy đi tìm Rodney, bạn trai cũ rồi kể anh ta nghe tất cả mọi chuyện, nhưng anh ta không hiểu gì cả. Roy lại đến, giả vờ bắt June làm con tin để đưa cô đi theo anh.
Roy giải thích rằng June sẽ an toàn hơn khi ở bên anh và cô đồng ý đi theo anh để đón Simon Feck, một nhà phát minh thiên tài đã chế tạo ra cục pin năng lượng vĩnh viễn được gọi là Zephyr. Khi đến Brooklyn, Roy nhận ra Feck đã trốn khỏi nhà kho an toàn, nhưng có để lại manh mối tiết lộ địa điểm của anh cho Roy biết. Sau đó Roy và June bị tấn công bởi thuộc hạ của Antonio Quintana - tay trùm buôn vũ khí người Tây Ban Nha. Cả hai đã chạy thoát, rồi Roy đưa June đến một hòn đảo hoang. Chỉ vì nghe cuộc điện thoại của em gái mà June vô tình để lộ địa điểm trú ẩn. Quintana liền cho máy bay oanh tạc hòn đảo để giết cả hai, tuy nhiên Roy và June lại chạy thoát trên chiếc máy bay trực thăng.
Roy và June gặp lại Feck trên xe lửa và bọn họ đang trên đường đến nước Áo. Tên sát thủ Bernhard - do Quintana cử đến - muốn lấy cục pin Zephyr và giết Roy, nhưng hắn sớm bị giết. Khi đến Salzburg, cả ba người thuê phòng khách sạn. Roy đi gặp Naomi, nữ thuộc hạ của Quintana để thỏa thuận. June lén đi theo Roy, nghe trộm cuộc nói chuyện và hiểu lầm rằng anh không hề quan tâm cô.
June gặp Fitzgerald và Giám đốc CIA Isabel George, họ nói rằng ban đầu Roy đã lợi dụng cô ở sân bay để vận chuyển cục pin. Họ còn nói rằng Roy là kẻ phản bội và định bán cục pin cho Quintana. Đau khổ, June cho phép các đặc vụ truy bắt Roy ở khách sạn, nhưng Roy đem theo cục pin nhảy xuống sông trốn thoát. Feck được đưa đến Schwedelbach, nước Đức, rồi bộ phim tiết lộ kẻ phản bội thật sự chính là Fitzgerald.
Trở về nhà, June tìm đến nhà của bố mẹ Roy, khi đến đó cô mới biết tên thật của Roy là Matthew Knight. Cô sau đó bị thuộc hạ của Quintana bắt giữ và bị đưa đến Sevilla, Tây Ban Nha. Roy lần theo Fitzgerald đến căn biệt thự của Quintana và giải cứu June. Cuộc giao chiến diễn ra trên đường phố, Quintana chết do bị bò tót húc. Ở bến tàu, Roy lãnh một phát đạn cứu mạng Feck sau khi đưa cục pin cho Fitzgerald. Feck nói rằng cục pin sắp nổ và nó nổ tung thật sự, giết chết Fitzgerald. Roy gục ngã vì vết thương và được đưa về Washington, D.C. chữa trị.
George ghé thăm Roy để xin lỗi nhưng cũng nói vài câu nói đáng nghi ngờ. Khi George vừa rời khỏi phòng Roy thì June cải trang thành y tá đưa Roy ra khỏi bệnh viện. Roy tỉnh lại thấy mình đang ở trên chiếc xe GTO của bố June. Roy và June cùng nhau lên đường đến Cape Horn.

## Diễn viên
- Tom Cruise vai Roy Miller / Matthew Knight
- Cameron Diaz vai June Havens
- Peter Sarsgaard vai John Fitzgerald
- Jordi Mollà vai Antonio Quintana
- Viola Davis vai Isabel George
- Paul Dano vai Simon Feck
- Falk Hentschel vai Bernhard
- Marc Blucas vai Rodney
- Lennie Loftin vai Braces
- Maggie Grace vai April Havens
- Rich Manley vai Danny
- Dale Dye vai Frank Jenkins
- Celia Weston vai Molly Knight
- Gal Gadot vai Naomi
- Jack O'Connell vai Wilmer